# Курган-Тюбинское бекство
Курган-Тюбинское бе́кство или Курган-Тюбинский вилайет (узб. Qo'rg'ontepa bekligi / Qo'rg'ontepa viloyati; тадж. Бекигарии Қӯрғонтеппа)
— административная единица в составе Бухарского эмирата, на территории современного Таджикистана. Административным центром являлся Курган-Тюбе.

## История
После присоединения Восточной Бухары к Бухарскому эмирату Курган-Тюбе был образован в бекство и здесь очень скоро были введены «бухарские порядки». Назначенные эмиром наместники сосредоточили в своих руках всю полноту административной власти.

## Население
Б. И. Искандаров по словам местных старожилов писал, что состав населения долины Курган-Тюбе менялся часто. Более того, к 70-80-м годам XIX века оно значительно уменьшалось, главным образом, из-за постоянных междоусобных феодальных войн. Лишь с конца 70-х и начала 80-х годов оно снова начинала сосредоточиваться в долине Курган-Тюбе.